# Prionofrontia strigata
Prionofrontia strigata là một loài bướm đêm trong họ Noctuidae.